# Blastobasis nephelophaea
Blastobasis nephelophaea é uma espécie de mariposa do gênero Blastobasis pertencente à família Coleophoridae.